# Ținutul Tecuciului
Ținutul Tecuciului a fost unul dintre ținuturile Principatului Moldova, făcând parte din Țara de Jos și având centrul administrativ la Tecuci. El se învecina la vest cu ținutul Putnei, la nord-vest cu ținutul Romanului (ulterior cu ținutul Bacăului), la nord-est și est cu ținutul Tutova, la est cu ținutul Covurluiului și la sud cu județul Slam Râmnic din Muntenia. 
Ținutul Tecuci a existat de la începutul secolului al XV-lea și până în anul 1864, când ținuturile au fost desființate, iar teritoriul României a fost reorganizat în unități administrativ-teritoriale denumite județe. 

## Localizare
Ținutul Tecuciului se afla într-o zonă colinară împădurită din podișul Moldovei, foarte lungă și strâmtă, străbătută de râul Bârlad și mărginită la vest de râul Siret. Dealurile coboară de la altitudinea de 400 de metri (la nord) până sub 200 de metri (la sud), în lunca mlăștinoasă a Siretului. Forma alungită a ținutului era determinată de mărginirea sa de culmi paralele, foarte apropiate una de alta.
Teritoriul ținutului a variat în diferite perioade, cuprinzând orașul Tecuci și târgurile Ivești și Nicorești. 

## Stemă

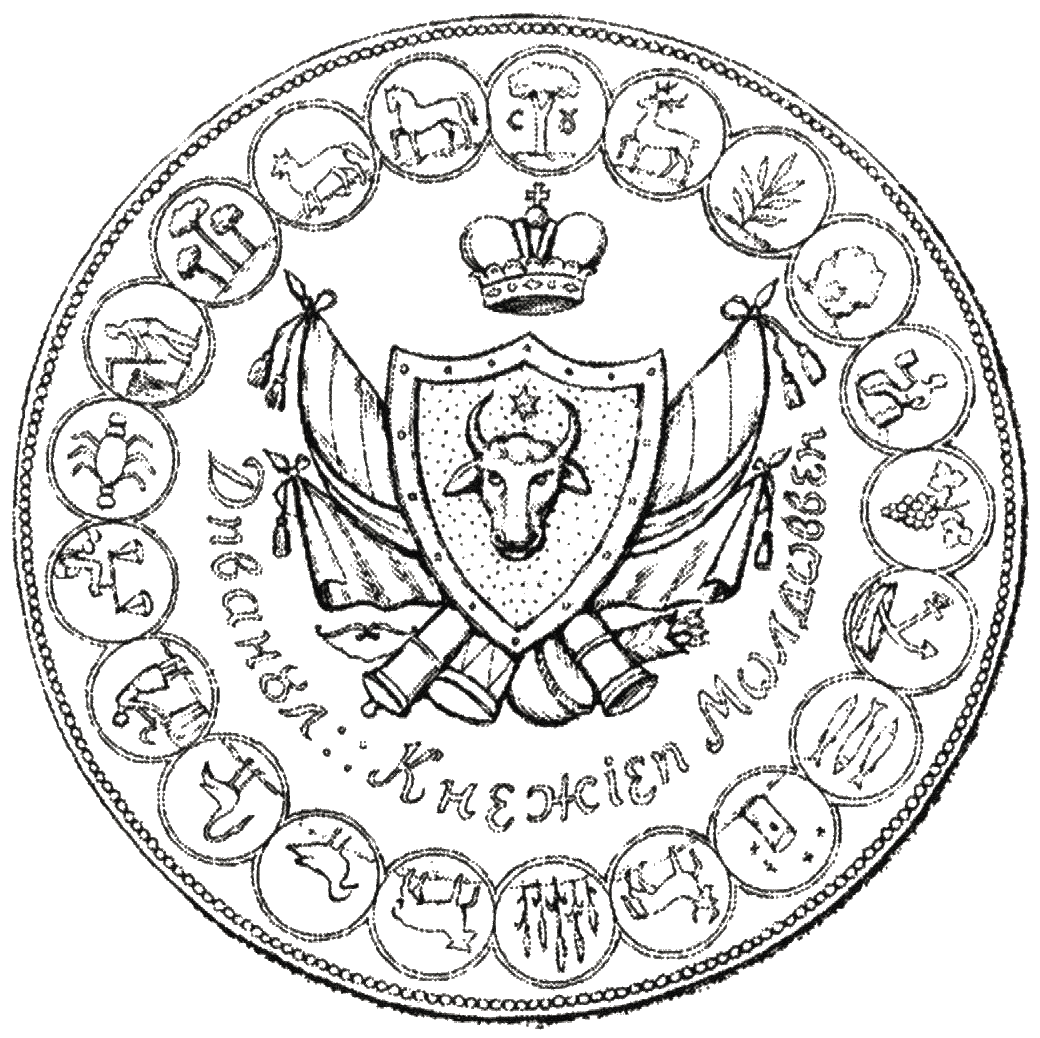
Sigiliul Divanului Cnejiei Moldovei cu stema Țării Moldovei înconjurată de 21 de medalioane cu stemele ținutale

Sigiliul Divanului Cnejiei Moldovei (cca. 1806 - 1812) - cea mai veche imagine cunoscută care a conservat simbolurile ținutale - conține stema ținutului Tecuciului reprezentată de un medalion cu un strugure de poamă cu două frunze. Strugurul se păstrează ca element central al stemei județului Tecuci.

## Istoric
Prima atestare documentară a acestui ținut apare într-un act din 1 septembrie 1435, prin care voievodul Iliaș (fiul lui Alexandru cel Bun) îi comunica lui Vladislav, „iubitului Crai al Poloniei, Lituaniei, Rusiei și Domnitor al multor țări”, că se împăcase cu fratele său Ștefan, căruia îi dăduse în stăpânire mai multe teritorii din partea de sud a țării, ce se aflau în Ținutul Vasluiului, Ținutul Tutova, Ținutul Covurluiului și Ținutul Tecuciului  („…orașul Vaslui și ocolul ce ascultă de acest oraș, și ținutul de la Tutova și târgul Bârladului, cu tot ocolul, și morile Covurluiului și orașul Tecuciu, cu tot ocolul, și Oltenii…”). Documentul a fost publicat de istoricul Mihai Costăchescu în volumul Documente moldovenești înainte de Ștefan cel Mare. Ținutul Tecuciului a fost menționat ulterior în acte domnești ale lui Ștefan cel Mare și urmașilor săi, precum și în lucrarea Descriptio Moldaviae, scrisă în perioada 1714-1716 de cărturarul Dimitrie Cantemir.
Potrivit lui Dimitrie Cantemir, Ținutul Tecuciului era un „ținut mare, dar n-are alt nimic însemnat”. Centrul ținutului era Tecuciul, un mic târg „lângă apa Bârladului, opt ore de la Bârlad pe drumul Galaților. Nu are ziduri; aici șed doi pârcălabi”.
Reformele administrative introduse în secolul al XVII-lea de Constantin Mavrocordat a împărțit ținuturile în ocoale, numind în fruntea lor un pârcălab și un ispravnic. Pârcălabul avea atribuții administrative și fiscale, în timp ce ispravnicii aveau atribuții judecătorești și polițienești. Numărul ocoalelor a variat de la o perioadă la alta. Astfel, între anii 1774-1803 a avut loc o modificare a teritoriului ținutului Tecuci; Ocolul Polocinului din Ținutul Putnei a trecut la Ținutul Tecuciului, iar Ocolul Ghilieștilor a trecut de la Ținutul Tecuciului la Ținutul Putnei. În statistica Moldovei din 1803, extrasă din Condica Liuzilor, ținutul Tecuciului era împărțit în șase ocoale: Bârlad, Berheci, Nicorești, Polocin, Târg și Zeletin.
Ținutul Tecuciului a fost desființat în anul 1864, în urma reformei administrative a Principatelor Române prin care s-au desființat toate ținuturile și s-au înființat județele. Teritoriul ținutului Tecuci a fost inclus în nou-înființatul județ Tecuci.

## Localități
Cea mai veche listă a localităților a fost înregistrată la recensământul fiscal din anii 1772-1773:
Ocolul Privalului:
Prival, Rafloaia, Piscul, Caprioara, Braniște, Fundeni.
Ocolul Marginii:
Gârlești, Costieani, Slobozia lui Ciocan, Naneștii Vechi, Calinești, Ruptura, Tocnoe, Vulturul, Scauieni, Slobozia de la Scauieni, Soci, Malurile, Slobozia Olariului, Slobozia Focșani, Abduleni, Cocorești, Namolosa, Carponoia.
Ocolul Bilieștilor:
Suraia, Butuceni, Calarașii Vechi, Dimaciu, Sasu, Paraipaiul, Biliești.
Ocolul Bârladului:
Șerbănești, Liești, Bucești, Fontanelile, Blajeri, Torcești, Umbrărești, Hrubile, Samovileni, Draganești, Durești, Târgul Tecuci, Odaie de Bielic, Matca, Oceșești, Slobozie de la Tecuci, Țâгgnești, Blaneasa,  Țepu.
Ocolul Nicoreștilor:
Furcenii, Cozmești, Ionașești, Sclipotești, Piscul Corbului, Poiana, Buciumeci, Sârbii cu cătunul lor Dobrinești, Trecătorii din preajma podișului Hânțești, Trecătorii din preajma podișului Tecuci, Nicoreștii de Sus, Obârșia, Oțelești, Fruntești și catunul lor Marești și Buduiusa, Cătunul Glodu, Slobozia Filipeni, Rogojeni, Oncești și catunul lor Medeleni, Leghitișeni, Rugetul, Hultureni, Gradești, Meleșcani, Tavadurești, Gaiceana, Livești, Popești – catunul Gaiceanei, Cauia și cătunurile lui, Gauiana, Blaga, Largașeni cu cătunurile lui, Negulești, Șarboaia, Plopeasca (în afară de Capotești așezată în ținutul Putnei), Radacinești, Șerbanești, Catunul Rotari dela Buda, Brahașești.
Ocolul Zeletinului:
Ascultătorii mănăstirii Rachitoasa, Davidești cu catunul, Buda, Bunești, un schit dela Dobrotvora, Stanișești, Benești, Motoșeni și cătunul lor, Mohoruța și Ursa, Șoldia, Sârbii, Frumușel, Dânceni, Rucșana, Boghești, Perjoaia, Valeni, Oprișești cu cătunurile, Corni, Deleani, Burhusaci, Calimaneștii de Sus, Damacușa, Vlaminescul, Galbenii, Gohorul și cotul lui, Valea Rea, Cosanețâi, Narteși, Trecătorii așezați în pădurea Cernica.